# Cydistomyia insurgens
Cydistomyia insurgens är en tvåvingeart som först beskrevs av Walker 1861.  Cydistomyia insurgens ingår i släktet Cydistomyia och familjen bromsar. Inga underarter finns listade i Catalogue of Life.